# Bound for Glory IV
Bound for Glory IV fue la cuarta edición de Bound for Glory, un evento pago por visión de lucha libre profesional producido por la Total Nonstop Action Wrestling. Tuvo lugar el 12 de octubre de 2008 desde el Sears Centre en Hoffman Estates, Illinois. El tema oficial del evento fue Tarántula, de The Smashing Pumpkins.
Este fue el primer PPV de la TNA al cual se refierieron en números romanos en vez del año.

## Resultados
- Dark match: Eric Young & Sojourner Bolt derrotaron a Lance Rock & Christy Hemme.
- Jay Lethal derrotó a Sonjay Dutt, Chris Sabin, Alex Shelley, Curry Man, Shark Boy, Super Eric, Petey Williams, Johnny Devine y Jimmy Rave en un Steel Asylum, ganando una oportunidad por el Campeonato de la División X.
  - Lethal ganó al escapar de la jaula.
- ODB, Rhaka Khan & Rhino derrotaron a The Beautiful People (Angelina Love & Velvet Sky) & Cute Kip en un Bimbo Brawl Match (con Traci Brooks como árbitro especial)
  - Rhino cubrió a Kip después de un "Gore".
- Shiek Abdul Bashir derrotó a Consequences Creed reteniendo el Campeonato de la División X de la TNAJay Lethal tras ganar en el Steel Asylum.

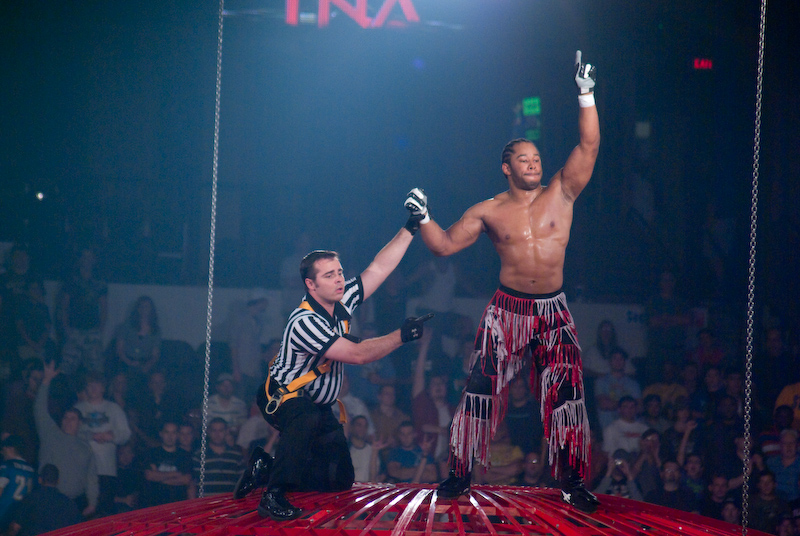
Jay Lethal tras ganar en el Steel Asylum.

  - Bashir cubrió a Creed con un "Roll-Up" usando las cuerdas como ayuda.
- Taylor Wilde derrotó a Roxxi y Awesome Kong reteniendo el Campeonato Femenino de la TNA
  - Wilde cubrió a Roxxi con un "Bridging German Suplex".
- Beer Money, Inc. (James Storm & Robert Roode) derrotaron a The Latin American Xchange (Homicide & Hernández), Abyss & Matt Morgan y Team 3D (Brother Ray & Brother Devon) en un Monster's Brawl Match (Con Steve McMichael como árbitro especial)  reteniendo el Campeonato Mundial en Parejas de la TNA
  - Roode cubrió a Hernandez después de un "3D" de Ray y Devon sobre una mesa con tachuelas.
- Booker T derrotó a Christian Cage y A.J. Styles
  - Booker cubrió a Cage después de una "Axe Kick" desde la tercera cuerda.
- Jeff Jarrett derrotó a Kurt Angle (con Mick Foley como Special Enforcer)
  - Jarrett cubrió a Angle después de golpearlo con una guitarra precedido de un "Mandibule Claw" de Foley.
- Sting derrotó a Samoa Joe ganando el Campeonato Mundial Peso Pesado de la TNA
  - Sting cubrió a Joe después de un "Scorpion Death Drop" precedido por un golpe con un bate de Kevin Nash.